# Аймаков, Куанышпай Аймакович
Куанышпа́й Айма́кович Айма́ков (род. 1927 год, село Кзыл-Жулдыз, Карабутакский район, Актюбинская область) — чабан совхоза «Домбаровский» Домбаровского района, Оренбургская область. Герой Социалистического Труда (1971).

## Биография
Родился в 1927 году в селе Кзыл-Жулдыз Карабутакского района Актюбинской области в казахской потомственной семье овцеводов. 
После окончания семи классов сельской школы села Кзыл-Жулдыз Карабутакского района. В период Великой Отечественной войны начал свою трудовую деятельность  в колхозе. После окончания Великой Отечественной войны, К. А. Аймаков вместе со своей семьёй переехал в Оренбургскую область в колхоз имени С. Н. Халтурина Домбаровского района Оренбургской области. 
В 1947 году был призван в ряды Советской армии. С 1951 годах после окончания четырёхлетней военной службы и демобилизации из рядов Вооружённых сил начал работать чабаном в колхозе «Камышаклинский», позже перешёл в совхоз «Домбаровский» Домбаровского района Оренбургской области. Был постоянным участником Всесоюзной выставки достижений народного хозяйства (ВДНХ СССР), за свои достижения награждался медалью ВДНХ.
6 апреля 1971 года Указом Президиума Верховного Совета СССР «за успехи, достигнутые в развитии сельскохозяйственного производства и выполнении пятилетнего плана продажи государству продуктов земледелия и животноводства» Куанышпай Аймакович Аймаков был удостоен звания Героя Социалистического Труда с вручением Ордена Ленина и золотой медали «Серп и Молот».
В последующем К. А. Аймаков из года в год продолжал добиваться еще более высоких показателей в своём труде: в 1976 году им было получено от каждой из сотни маток по 103 ягнёнка, в 1977 году им было получено по 105 ягнят, в 1979 году было получено по 107 ягнят, в 1980 году было получено по 110 ягнят при утверждённом плане в 90 ягнят. С 1976 по 1980 годы от отары в шестисот овец им было настрижено шерсти около — 4,3 килограмма с одной овцы отары. За свои трудовые достижения награждался орденами Трудового Красного Знамени и Дружбы народов. 
В последующем жил в Домбаровском районе Оренбургской области.

## Награды
- Медаль «Серп и Молот» (08.04.1971)
- Орден Ленина (08.04.1971)
- Орден Трудового Красного Знамени
- Орден Дружбы народов
- Медали ВДНХ